# Haematopota copemanii
Haematopota copemanii är en tvåvingeart som beskrevs av Austen 1908. Haematopota copemanii ingår i släktet Haematopota och familjen bromsar. Inga underarter finns listade i Catalogue of Life.